# Asplenium sancti-christofori
Asplenium sancti-christofori là một loài dương xỉ trong họ Aspleniaceae. Loài này được Christ in Schum.et.Laut. mô tả khoa học đầu tiên năm 1901.
Danh pháp khoa học của loài này chưa được làm sáng tỏ. 